# Krücke (Heraldik)

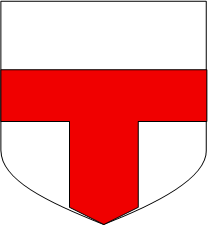
In Silber eine rote Krücke

Wappen der Gemeinde Bossendorf im Elsass

Die Krücke ist in der Heraldik ein Heroldsbild, dass in Form des Buchstabens T im Wappenschild ist.
Das Heroldsbild besteht aus einem Balken unterhalb des Schildhauptes und an diesem stößt mittig ein Pfahl aus dem Schildfuß kommend an. Beide Teile haben eine Farbe und  an der Schnittstelle der Elemente ist keine Linie vorhanden. Die Krücke ist im Wappen selten.

Krückenkreuz

Aus vier Krücken und jede Krücke um jeweils 90 Grad gedreht, wird das Krückenkreuz gebildet. Befinden sich an den Kreuzenden nochmals kleinere Krücken, so wird es zum Doppelkrückenkreuz. Schräggelegt wie ein Schragen, wird das Kreuz zum Krückenschrägkreuz.
Weiteres siehe Hauptartikel: Krückenkreuz
Ausgangselement ist auch die Krücke für die Wappenschnittform Krückenschnitt. Dabei wird an der Teilungslinie oder Spaltungslinie die Form mehrmals wiederholt, so dass die gleiche Figur in anderer Tinktur erscheint.
Eine weitere Anwendung in der Heraldik ist die Krücke als Krückenfeh, wobei das meist blau-weiß gefärbte Muster durch die Aufteilung der Querreihen entsteht.